# Northrop T37
Der Northrop (Turbodyne) XT37 war ein experimenteller Turboprop-Motor, der von Northrop in den 1940er Jahren entwickelt wurde.

## Entwurf
1939 gründete Northrop ein privates Unternehmen zur Entwicklung eines Turboprop-Triebwerks und erhielt 1941 einen gemeinsamen Auftrag der US-Armee und der US-Marine für die Entwicklung, Analyse und Herstellung eines Forschungskompressors für den vorgeschlagenen Motor. Der Vertrag wurde später geändert, um den Bau von zwei kompletten Motorprototypen zu fördern. Northrop schloss sich 1944 mit den Joshua Hendy Iron Works zusammen, um das Unternehmen Northrop-Hendy zu gründen. Die beiden Prototyp-Motoren wurden Ende 1944 fertiggestellt und getestet, aber der erste Motorkompressor scheiterte und zerstörte den Motor. In der Zwischenzeit kündigte die US-Marine 1945 ihr Interesse an dem Motor auf und überließ es der US-Armee weiterzumachen. Die Tests wurden mit der zweiten Engine fortgesetzt, bis auch dies fehlschlug und das Programm beendet wurde.
Während der Tests konnten die Prototypmotoren aufgrund der schlechten Kompressor- und Turbineneffizienz nicht den Leistungsschätzungen entsprechen.
Northrop-Hendy setzte seine Partnerschaft fort, um den XT37 zu entwickeln, einen großen Turboprop, der ca. 10.000 PS (7.500 kW) liefern sollte, aber auch dies erfüllte die versprochene Leistung nicht. Ein Northrop YB-35 fliegender Flügel auf Bestellung (42-102378) sollte als Prüfstand für den XT37 dienen und erhielt die Bezeichnung EB-35B, aber der geplante Umbau wurde nicht abgeschlossen, bevor das EB-35B-Programm Anfang 1950 abgesagt wurde.